# Adinauclea fagifolia
Adinauclea es un género monotípico de plantas con flores de la familia Rubiaceae. Su única especie, Adinauclea fagifolia  ( Teijsm. & Binn. ex Havil. ) Ridsdale 1978, es originaria de las Célebes a las Molucas (Indonesia).

## Taxonomía
Adinauclea fagifolia fue descrita por ( Teijsm. & Binn. ex Havil. ) Ridsdale y publicado en Blumea 24: 350, en el año 1978.
Sinonimia
- Nauclea fagifolia Teijsm. & Binn. ex Havil., J. Linn. Soc., Bot. 33: 63 (1897).
- Neonauclea fagifolia (Teijsm. & Binn. ex Havil.) Merr., J. Wash. Acad. Sci. 5: 539 (1915).
- Adina fagifolia (Teijsm. & Binn. ex Havil.) Valeton ex Merr., Interpr. Herb. Amboin.: 481 (1917).[1][3]